# Parnara
Parnara är ett släkte av fjärilar. Parnara ingår i familjen tjockhuvuden.

## Bildgalleri

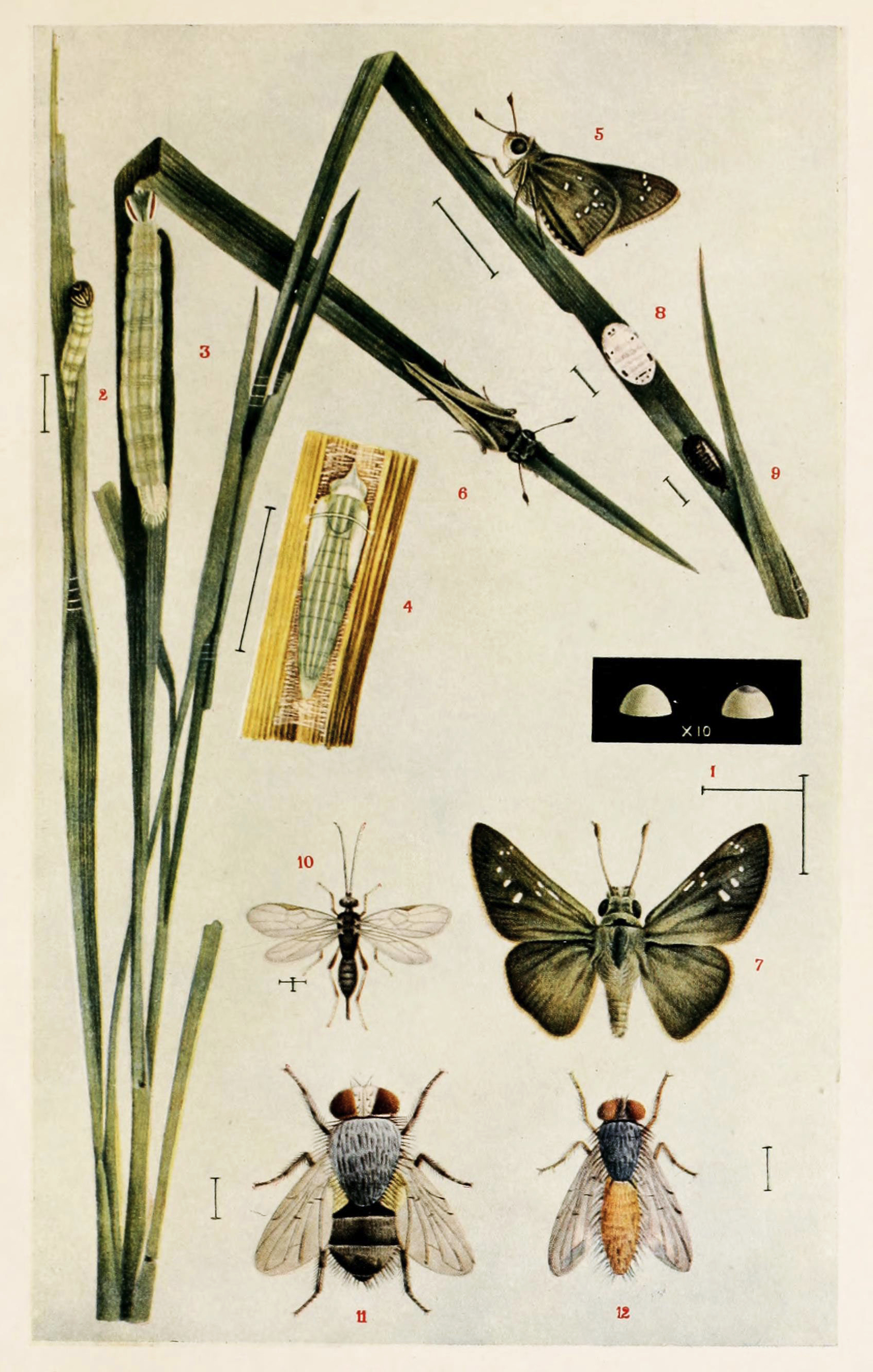
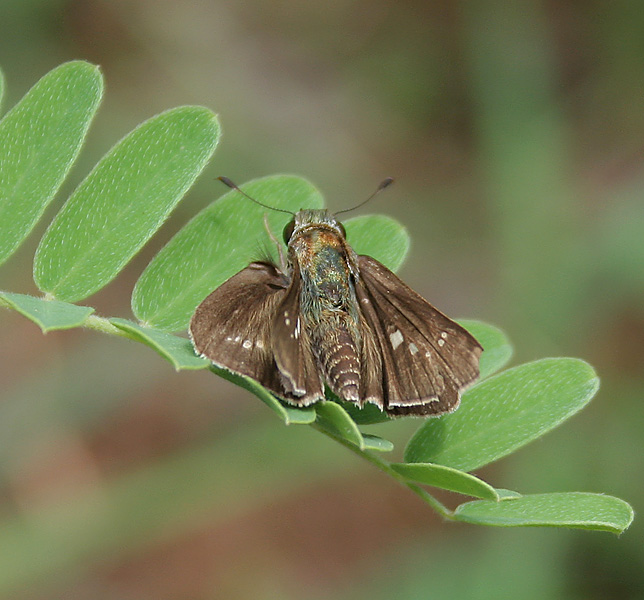
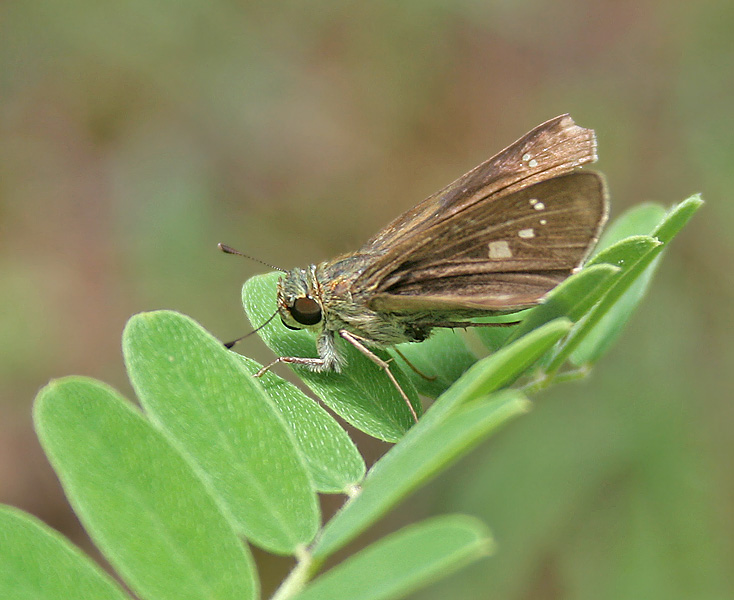
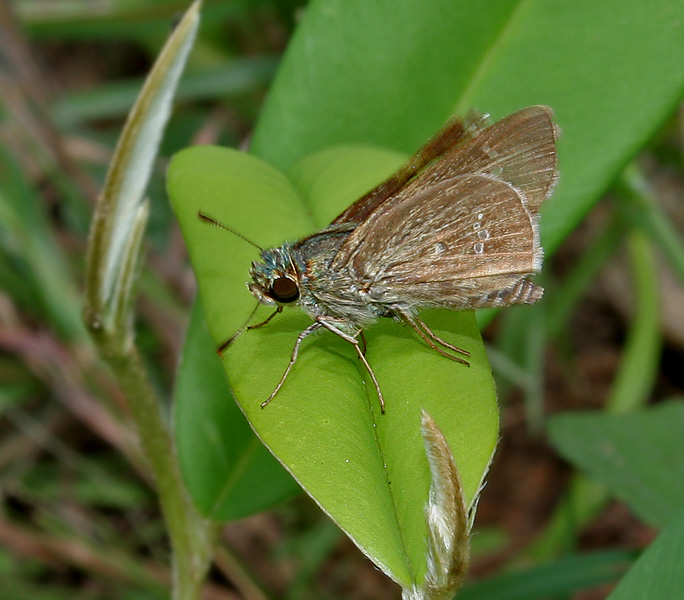
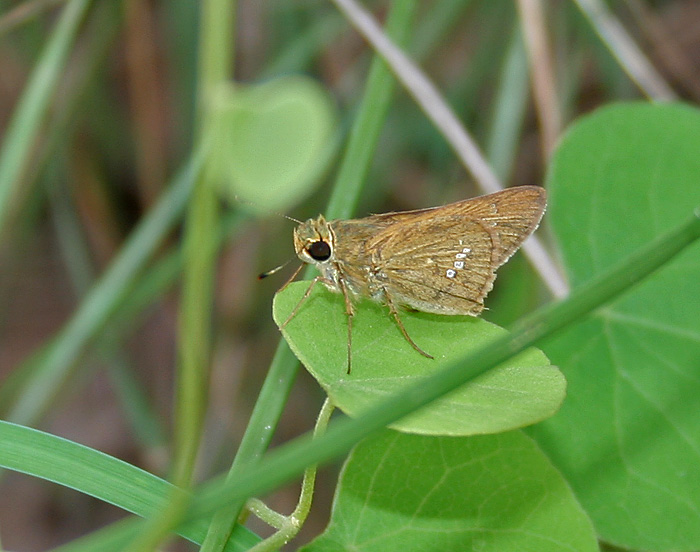
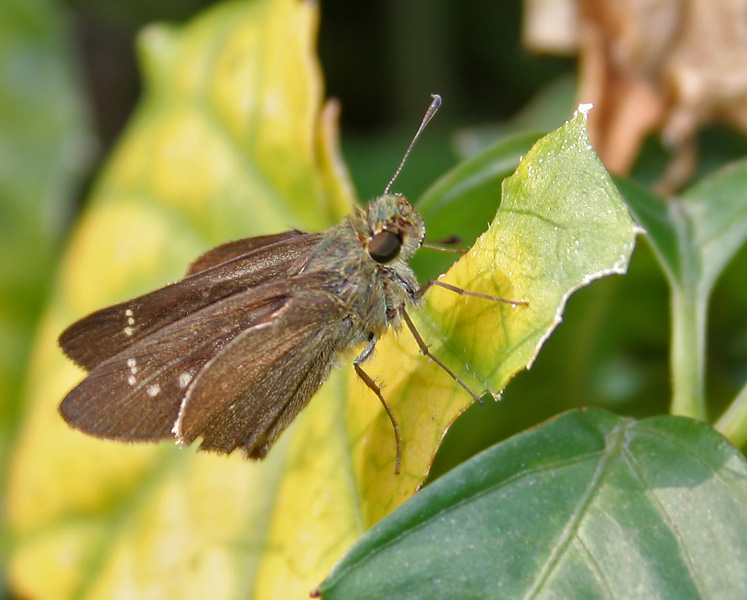

## Dottertaxa tillParnara, i alfabetisk ordning[1]
- Parnara albigutta
- Parnara amalia
- Parnara andra
- Parnara anelia
- Parnara apostata
- Parnara bada
- Parnara batta
- Parnara bigutta
- Parnara chambezi
- Parnara daendali
- Parnara dalima
- Parnara distictus
- Parnara fortunei
- Parnara fulgidus
- Parnara ganga
- Parnara guttatus
- Parnara haga
- Parnara hainanus
- Parnara ibara
- Parnara intermedia
- Parnara kirigaminensis
- Parnara kolantus
- Parnara kotoshona
- Parnara mangala
- Parnara marchalii
- Parnara monasi
- Parnara naso
- Parnara neoba
- Parnara nondoa
- Parnara ogasawarensis
- Parnara ormuzd
- Parnara philino
- Parnara philotas
- Parnara podora
- Parnara poutieri
- Parnara quinigera
- Parnara sida
- Parnara sifa
- Parnara subochracea
- Parnara wambo